# Атрипальда
Атрипальда (итал. Atripalda) — город в Италии, расположен в регионе Кампания, подчинён административному центру Авеллино.
Население составляет 11 336 человек (на 31.12.2004 г.), плотность населения составляет 1393 чел./км². Занимает площадь 8,5 км². Почтовый индекс — 83042. Телефонный код — 00825.
Покровителем города считается святой Савин. Праздник города ежегодно празднуется 9 февраля.